# Finnskatt
Finnskatt var en typ av skatt som erlades årligen i skinn och hudar från finnmarkslapparna; jämför skinnskatt. 
Finnskatt erlades dock inte direkt till norska eller svenska kronan utan till en viss storman, som arrenderat eller fått åt sig förlänad "finnskatten", och som i regel tog det mesta av finnskatten själv. Tore Hund hade på Olav Haraldssons tid den norska finnskatten. I samband med detta lät, enligt legenden, Tore samerna sy åt honom en förtrollad väst i renskinn som gjorde honom osårbar, vilket skyddade dennes liv i Slaget vid Stiklestad 1030. Finnskatteherrarna skildrades ofta som mäktiga och övermodiga våldsmän, snikna, hämndgiriga och orättfärdiga.